# La zapatera prodigiosa

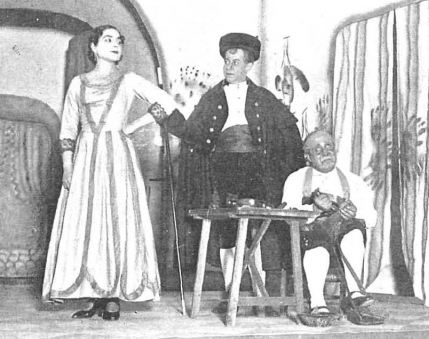
Uitvoering van La zapatera prodigiosa

La zapatera prodigiosa (De wonderbaarlijke schoenmakersvrouw) is een gewelddadige komedie in twee bedrijven van Federico García Lorca, voor het eerst opgevoerd in 1930 in Madrid. 
Het thema van dit allegorische toneelstuk is de strijd van een vrouw die, nadat ze is gehuwd om praktische redenen, verscheurd wordt tussen de realiteit en haar ware verlangens. In een ruimer verband staat dit symbool voor wat de mens als lot krijgt toebedeeld en wat hij in het diepst van zijn wezen van het leven verlangt.
Het toneelstuk vertelt het verhaal van de oppervlakkige  relatie tussen een oudere schoenmaker en zijn veel jongere vrouw. De vrouw strijdt tegen haar echtgenoot, haar buren, haar vrijers en een 'jongen'.
In het toneelstuk reciteert de schoenmaker, verkleed als poppenspeler, een gedicht dat een verkorte versie is van het verhaal van de schoenmaker.